# Ulissial
Ulissial - Улисьял (rus) - és un poble de la República del Tatarstan, a Rússia. El 2010 tenia 278 habitants. Pertany al districte (raion) de Baltassí.